# Münchwilen (Thurgau)
Münchwilen (TG) is een gemeente en plaats in het Zwitserse kanton Thurgau, en maakt deel uit van het district Münchwilen.
Münchwilen (TG) telt 4607 inwoners.